# Basilisk

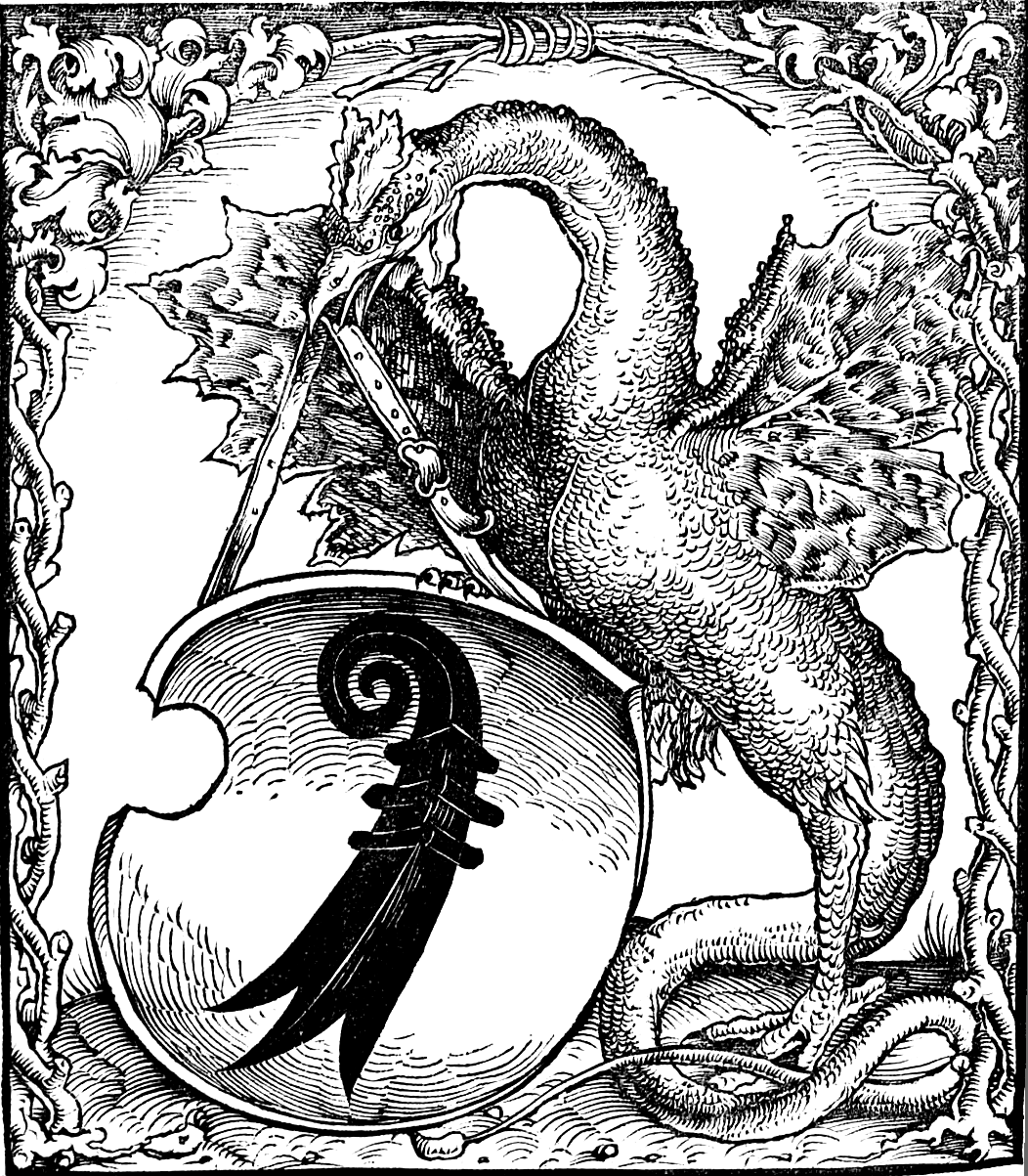
Họa phẩm về Basilisk

Trong truyền thuyết châu Âu, Basilisk là loài bò sát hư cấu được xem là vua của loài rắn mà có thể giết người chỉ qua một cái nhìn. Được dựa trên loài bò sát có thật thuộc chi Basiliscus. Trong cách sách vở về động vật thời Trung cổ Basilisk thường được mô tả là một sinh vật thần thoại lai có thân hình của một con gà trống, trên đầu có vương miện và phần dưới có dạng một con rắn. Trong bộ truyện tranh Harry Potter có nhắc đến nhân vật Tử xà Basilisk. Ngoài ra, Basilisk cũng được dựng thành một bộ phim kinh dị năm 2016 có tên Polish Legends: Operacja Bazyliszek.

## Basilisk trong Harry Potter
Tử xà Basilisk là một con quái vật huyền thoại sống trong Phòng chứa bí mật. Đó là một con mãng xà có thể sống hàng trăm năm và có thể đạt đến kích thước khổng lồ. Nó được phôi thai trong một quả trứng rắn hoặc ếch nhưng lại được ấp nở bởi một con gà trống. Nhền nhện chạy trốn trước chúng vì chúng là tử thù của loài nhền nhện. Tiếng gáy của gà trống là tai họa chí tử đối với tử xà. Nó có thể đi khắp lâu đài Hogwarts bằng cách đi qua đường ống nước.
Con quái vật này có khả năng giết người chỉ bằng một cái nhìn, với nọc độc chết người. Tử xà Basilisk đã được thả ra 2 lần vào năm 1942 và 1992 bằng cả cách gián tiếp và trực tiếp bởi Tom Marvolo Riddle (Voldemort), tấn công nhiều học sinh khiến 1 nữ sinh bị chết và nhiều người bị hóa đá vì nhìn một cách gián tiếp(qua gương, nước,...). Tử xà Basilisk đã bị tiêu diệt bởi Harry Potter bằng khả năng nói Xà ngữ (ngôn ngữ loài rắn) với sự giúp sức của hai người bạn Ron Weasley, Hermione Granger và con Phượng Hoàng Fawkes kèm theo thanh gươm Gryffindor được giấu trong chiếc mũ Phân loại.